# Сан Лоренцо Нуово
Сан Лоренцо Нуово (итал. San Lorenzo Nuovo) је насеље у Италији у округу Витербо, региону Лацио.
Према процени из 2011. у насељу је живело 1921 становника. Насеље се налази на надморској висини од 496 м.

## Становништво
Према резултатима пописа становништва 2011. у општини је живело 2.166 становника.
| 1931. | 1936. | 1951. | 1961. | 1971. | 1981. | 1991. | 2001. | 2011. |
| ----- | ----- | ----- | ----- | ----- | ----- | ----- | ----- | ----- |
| 2.110 | 2.108 | 2.106 | 2.082 | 2.003 | 2.039 | 2.059 | 2.067 | 2.166 |